# Kodai Sato
Kodai Sato (佐藤 幸大 Sato Kodai?, nacido el 24 de agosto de 1985 en Miyagi) es un exfutbolista japonés. Jugaba de delantero y su último club fue el Vanraure Hachinohe de Japón.

## Trayectoria

### Clubes
| Club               | País  | Año         |
| ------------------ | ----- | ----------- |
| NEC Tokin FC       | Japón | 2008 - 2011 |
| Grulla Morioka     | Japón | 2012 - 2014 |
| Vanraure Hachinohe | Japón | 2015        |

## Estadística de carrera

### J. League
| Club           | Año   | J. League | J. League | Copa J. League | Copa J. League | Total | Total |
| Club           | Año   | Part.     | Goles     | Part.          | Goles          | Part. | Goles |
| -------------- | ----- | --------- | --------- | -------------- | -------------- | ----- | ----- |
| Grulla Morioka | 2014  | 22        | 3         | -              | -              | 22    | 3     |
| Total          | Total | 22        | 3         | 0              | 0              | 22    | 3     |